# Vicq (Comicautor)
Vicq (eigentlich Antoine Raymond; * 1936; † 1987) war ein belgischer Comicszenarist und Zeichner.
Antoine Raymond war zunächst selbst Cartoonist und arbeitete für diverse Zeitungen und für das Magazin Hara-Kiri. Ab Anfang der 1960er Jahre wurde er dann als Comic-Szenarist für die Magazine Spirou und Tintin tätig. Er textete einige Alben von Sophie von Jidéhem, Taka Takata für Jo-El Azara, Hultrasson für Marcel Remacle, Boule & Bill, Boogie & Woogie, Die Rasselbande und ein Lucky-Luke-Album (Die Daltons auf Schatzsuche).